# XVII emendamento della Costituzione degli Stati Uniti d'America
Il XVII emendamento della Costituzione degli Stati Uniti d'America (Emendamento XVII) istituì l'elezione diretta dei senatori degli Stati Uniti in ogni stato. L'emendamento supera l'Articolo I, Sezione 3, Clausole 1 e 2 della Costituzione, con le quali i senatori erano eletti dalle legislature degli stati. Modifica inoltre il processo di sostituzione dei seggi vacanti al Senato, permettendo alle legislature degli stati di autorizzare i governatori ad effettuare nomine temporanee, in attesa di elezioni speciali.
L'emendamento fu proposto dal 62º Congresso nel 1912 e divenne parte della Costituzione l'8 aprile 1913, con la ratifica da parte dei tre quarti delle legislature degli stati, cioè 36 stati. I senatori in carica non furono toccati dall'emendamento fino al termine dei mandati in corso; la transizione ebbe inizio con due elezioni speciali in Georgia e nel Maryland, e poi con l'elezione regolare del Senato del novembre 1914. Gli effetti furono completati il 4 marzo 1919, quando i senatori eletti alle elezioni del novembre 1918 entrarono in carica.

## Testo
Il Senato degli Stati Uniti sarà composto da due senatori per ogni Stato, eletti dal popolo per sei anni; e ogni senatore avrà un voto. Gli elettori di ogni Stato dovranno avere i requisiti richiesti per gli elettori del ramo più numeroso delle legislature statali.
Quando si generano seggi vacanti nella rappresentanza di uno Stato al Senato, l'autorità esecutiva di tale Stato emetterà mandati di elezione per colmare tali seggi vacanti: a condizione che la legislatura di uno Stato possa autorizzare l'esecutivo a effettuare nomine temporanee finché il popolo non colmi i seggi vacanti tramite elezione, come stabilito dalla legislatura.

Il presente emendamento non deve essere interpretato in modo da influenzare l'elezione o il mandato di alcun senatore scelto prima che diventi valido come parte della Costituzione.

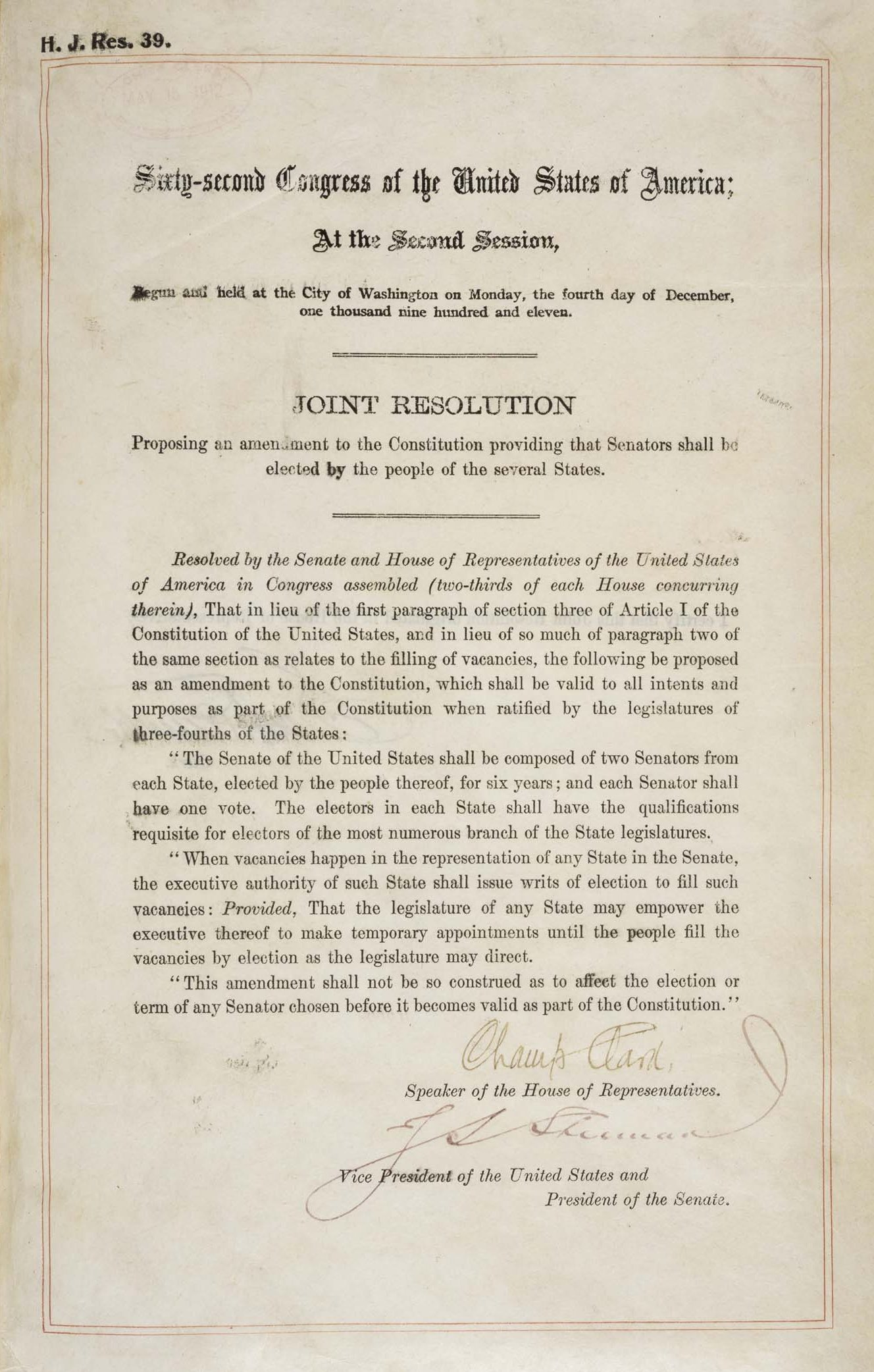
Il diciassettesimo emendamento negli Archivi Nazionali.

## Contesto storico

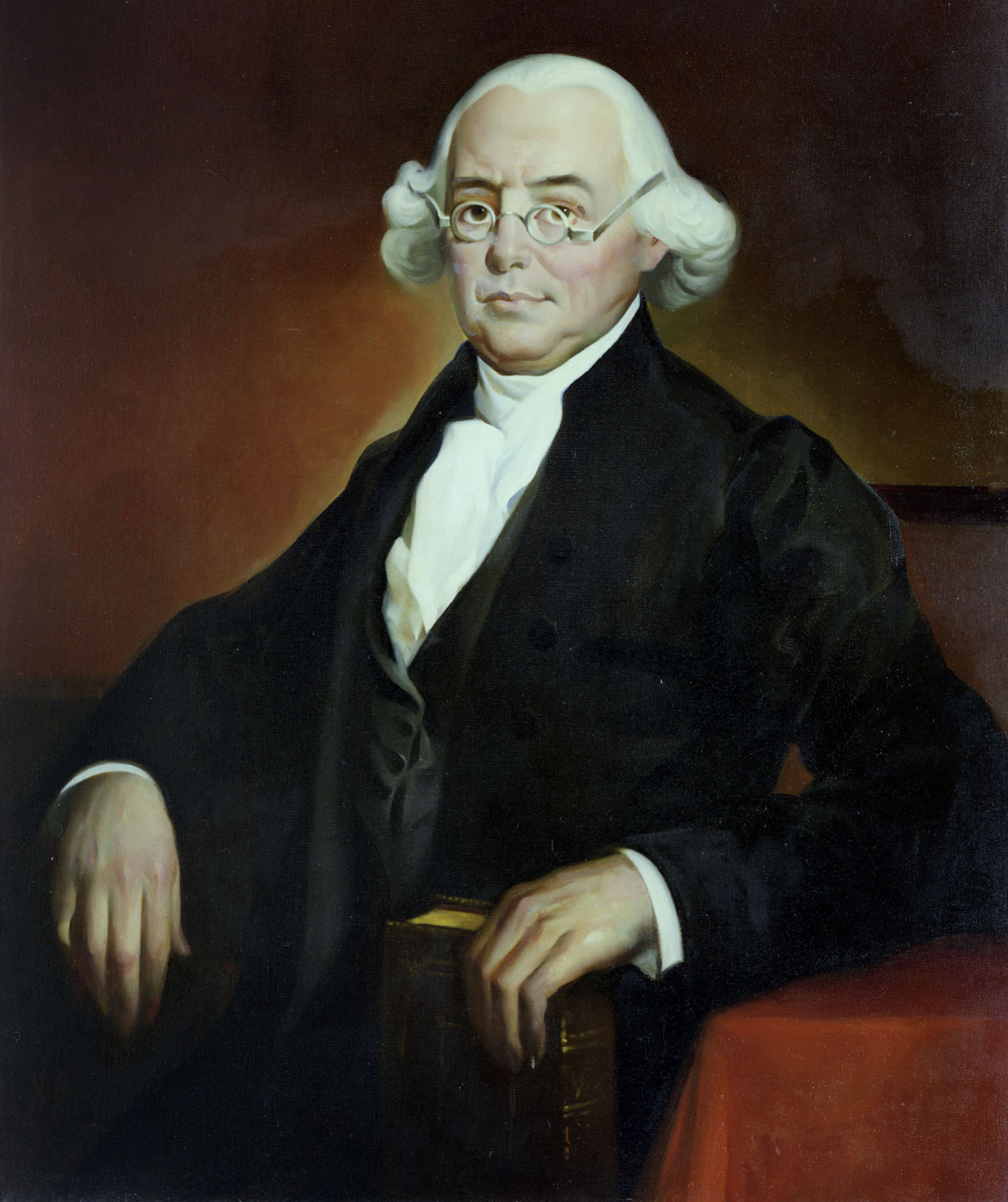
James Wilson fu l'unico membro della Convenzione di Filadelfia a sostenere l'elezione diretta del Senato.

In origine, secondo l'Articolo I, Sezione 3, Clausole 1 e 2 della Costituzione degli Stati Uniti d'America, ogni legislatura statale eleggeva i suoi senatori statali con mandati di sei anni. Ogni stato, a prescindere dalla popolazione, era intitolato ad avere due senatori come stabilito dal Compromesso del Connecticut, siglato tra stati grandi e piccoli. Questo contrastava con la Camera dei rappresentanti, istituzione eletta con voto popolare, e la decisione fu controversa; all'epoca, James Wilson fu il solo sostenitore dell'elezione diretta del Senato, e la sua proposta fu bocciata 10-1. Vi erano molti vantaggi nel metodo originale di elezione dei senatori: prima della Costituzione, un'istituzione federale era quella in cui gli stati effettivamente non costituivano altro che un trattato permanente, con i cittadini che mantenevano la dipendenza dallo stato originale. Con la nuova Costituzione, tuttavia, il governo federale ebbe molti più poteri rispetto a prima; permettere alle legislature statali di eleggere i senatori rassicurava gli anti-federalisti sul fatto che sarebbero stati protetti contro le ingerenze del governo federali negli stati e nei loro poteri, lasciando agli stati un controllo sul potere del governo federale.
Inoltre, i mandati più lunghi e l'evitamento delle elezioni popolari avevano trasformato il Senato in un organo in grado di contrastare il populismo della Camera. Mentre i rappresentanti operavano in un ciclo di elezioni dirette di due anni, rendendoli più spesso responsabili nei confronti dei loro elettori, i senatori potevano permettersi di "avere una visione più distaccata delle questioni sottoposte al Congresso". Le legislature statali mantennero il diritto teorico di "istruire" i loro senatori a votare a favore o contro le proposte, dando così agli stati una rappresentanza sia diretta che indiretta nel governo federale. Il Senato faceva parte di un bicameralismo formale, con i membri del Senato e della Camera responsabili in circoscrizioni completamente distinte; ciò contribuì a sconfiggere il problema del governo federale soggetto a "interessi speciali". I membri della Convenzione di Filadelfia considerarono il Senato un parallelo della Camera dei lord britannica, come una camera alta, che comprendesse gli "uomini migliori" della società, ma diversi perché sarebbero stati scelti dalle camere alte delle legislature statali per mandati fissi, e non semplicemente ereditati a vita. Si sperava che avrebbero fornito una deliberazione più abile e una maggiore stabilità rispetto alla Camera dei rappresentanti a causa dello status dei senatori.

## Proposta e ratifica

### Proposta al Congresso
Nel 1911 la Camera dei rappresentanti approvò la risoluzione 39 che proponeva una modifica costituzionale per l'elezione diretta dei senatori. La risoluzione originale approvata dalla Camera conteneva la seguente espressione:
Questa clausola avrebbe rafforzato i poteri degli stati sulle elezioni senatoriali e indebolito quelli del Congresso, annullando il potere del Congresso di annullare le leggi statali che influenzavano le modalità delle elezioni senatoriali.
Dagli anni 1890, quasi tutti i neri del Sud e molti bianchi poveri, erano stati limitati nel diritto di voto da nuovi provvedimenti previsti nelle Costituzioni degli stati, che negli effetti erano discriminatorie. Questo significava che questi milioni di persone non avevano rappresentanza politica, e gran parte del Sud era de facto rappresentato da un unico partito; la clausola consentiva a questi stati di perseguire in queste pratiche, protetti da interferenze federali.
Quando la risoluzione giunse al Senato, il senatore repubblicano del Kansas Joseph L. Bristow propose un emendamento per eliminare la clausola; l'emendamento fu approvato con 45 voti favorevoli e 44 contrari, dopo che il Vicepresidente Sherman ruppe la parità votando a favore.
La risoluzione modificata fu poi adottata con 64 voti a favore e 24 contrari, con quattro non votanti. Quasi un anno più tardi la Camera approvò la modifica; il documento che sarebbe poi divenuto il XVII emendamento fu approvato dal Senato il 12 aprile 1912 con 42 voti a favore e 36 contrari, e dalla Camera il 13 maggio 1912 con 238 voti a favore e 39 contrari, con 110 non votanti.

### Ratifica da parte degli stati
Ratificatore originale dell'emendamento
     Ratifica dopo l'adozione
     Emendamento rigettato
     Nessuna azione intrapresa sull'emendamento

Ratificatore originale dell'emendamento
Ratifica dopo l'adozione
Emendamento rigettato
Nessuna azione intrapresa sull'emendamento

I seguenti stati hanno ratificato l'emendamento:
1. Massachusetts: 22 maggio 1912
2. Arizona: 3 giugno 1912
3. Minnesota: 10 giugno 1912
4. New York: 15 gennaio 1913
5. Kansas: 17 gennaio 1913
6. Oregon: 23 gennaio 1913
7. Carolina del Nord: 25 gennaio 1913
8. California: 28 gennaio 1913
9. Michigan: 28 gennaio 1913
10. Iowa: 30 gennaio 1913
11. Montana: 30 gennaio 1913
12. Idaho: 31 gennaio 1913
13. Virginia Occidentale: 4 febbraio 1913
14. Colorado: 5 febbraio 1913
15. Nevada: 6 febbraio 1913
16. Texas: 7 febbraio 1913
17. Washington: 7 febbraio 1913
18. Wyoming: 8 febbraio 1913
19. Arkansas: 11 febbraio 1913
20. Maine: 11 febbraio 1913
21. Illinois: 13 febbraio 1913
22. Dakota del Nord: 14 febbraio 1913
23. Wisconsin: 18 febbraio 1913
24. Indiana: 19 febbraio 1913
25. New Hampshire: 19 febbraio 1913
26. Vermont: 19 febbraio 1913
27. Dakota del Sud: 19 febbraio 1913
28. Oklahoma: 24 febbraio 1913
29. Ohio: 25 febbraio 1913
30. Missouri: 7 marzo 1913
31. Nuovo Messico: 13 marzo 1913
32. Nebraska: 14 marzo 1913
33. New Jersey: 17 marzo 1913
34. Tennessee: 1 aprile 1913
35. Pennsylvania: 2 aprile 1913
36. Connecticut: 8 aprile 1913
Con 36 stati che ratificarono il diciassettesimo emendamento, il Segretario di Stato William Jennings Bryan certificò il 31 maggio 1913 che la ratifica dell'emendamento era stata completata. L'emendamento fu poi ratificato da:
37. Louisiana: 11 giugno 1914
38. Alabama: 11 aprile 2002[14]
39. Delaware: 1 luglio 2010,[15] dopo averlo rigettato il 18 marzo 1913
40. Maryland: 1 aprile 2012
41. Rhode Island: 20 giugno 2014

La legislatura dello Utah rigettò l'emendamento il 26 febbraio 1913; non furono intraprese azioni legislative sull'emendamento in Florida, Georgia, Kentucky, Mississippi, Carolina del Sud e Virginia. Alaska e Hawaii non erano ancora stati al momento della proposta dell'emendamento, pertanto ratificarono l'emendamento insieme al resto della Costituzione al momento dell'ammissione all'Unione nel 1959.